# イカロス・パブリッシング
イカロス・パブリッシング（Icarus Publishing）は、2002年に設立されたアメリカ合衆国のコミック・ブック出版社。ヘンタイ漫画の英語圏向けローカライズを専門としている。 

## 作品
- お姉ちゃんのお願い (2008年)[1]